# Giorgio Lamberti
Pour les articles homonymes, voir Lamberti.
Giorgio Lamberti, né le 28 janvier 1969 à Brescia, est un ancien nageur italien, spécialiste des épreuves de sprint en nage libre. Champion du monde et ancien détenteur de records du monde sur 200 et 400 m nage libre, il est également multiple champion d'Europe.

## Carrière
Giorgio Lamberti remporte son premier titre national à 17 ans en 1986. La même année, il participe à un premier événement international : les championnats du monde organisés à Madrid. En 1988, le nageur bat les deux premiers records du monde de sa carrière, réalisés en bassin de 25 m à Bonn. Quelques mois plus tard, lors des Jeux olympiques de Seoul, l'Italien ne parvient pas à se qualifier pour des finales individuelles et doit se contenter de places d'honneur sur les relais. À la suite de cette performance décevante à l'égard des temps réalisés avant les J.O., le nageur italien s'éloigne un temps des bassins avant de revenir au plus haut niveau.
En 1989, il devient le nageur le plus rapide de l'histoire sur 200 m nage libre lors des championnats d'Europe organisés à Bonn. Il bat de plus d'une demi-seconde le temps de référence du champion olympique en titre de l'épreuve, l'Australien Duncan Armstrong. Sacré champion d'Europe du 200 m, l'Italien s'impose également lors du 100 m nage libre ainsi qu'avec le relais 4 × 200 m nage libre. Lors des championnats du monde 1991, Lamberti traduit pour la première fois ses performances chronométriques et continentales au niveau mondial. Double médaillé de bronze sur 100 m et au sein du relais 4 × 200 m nage libre, il conquiert le premier titre mondial de sa carrière sur le 200 m nage libre. Quelques mois plus tard, il perd le titre européen face au Polonais Artur Wojdat.
En 1989, il est désigné nageur européen de l'année par le Swimming World Magazine. 
En 1992, il participe une seconde fois aux Jeux olympiques à Barcelone. S'étant retiré des bassins sans aucune récompense olympique, ses records mondiaux du 200 m tiennent cependant une dizaine d'années avant que les Australiens Grant Hackett et Ian Thorpe ne les améliorent.
En 2004, il est honoré par l'International Swimming Hall of Fame, musée sportif distinguant les personnalités les plus importantes des sports aquatiques.

## Hommage
Le 7 mai 2015, en présence du président du Comité national olympique italien (CONI), Giovanni Malagò, a été inauguré  le Walk of Fame du sport italien dans le parc olympique du Foro Italico de Rome, le long de Viale delle Olimpiadi. 100 tuiles rapportent chronologiquement les noms des athlètes les plus représentatifs de l'histoire du sport italien. Sur chaque tuile figure le nom du sportif, le sport dans lequel il s'est distingué et le symbole du CONI. L'une de ces tuiles lui est dédiée .
En mars 2021, touché par le Covid-19, il est hospitalisé en soins intensifs et subit de graves problèmes respiratoires.

## Palmarès

### Championnats du monde
- Championnats du monde 1991 à Perth (Australie) :
  -  Médaille d'or sur le 200 m nage libre (1 min 47 s 27).
  -  Médaille de bronze sur le 100 m nage libre (49 s 82).
  -  Médaille de bronze au titre du relais 4 × 200 m nage libre (7 min 7 s 18).

### Championnats d'Europe
- Championnats d'Europe 1987 à Strasbourg (France) :
  -  Médaille d'argent du 200 m nage libre.

- Championnats d'Europe 1989 à Bonn (Allemagne de l'Ouest) :
  -  Médaille d'or du 100 m nage libre ;
  -  Médaille d'or du 200 m nage libre ;
  -  Médaille d'or du relais 4 × 200 m nage libre ;
  -  Médaille de bronze du relais 4 × 100 m 4 nages.

- Championnats d'Europe 1991 à Athènes (Grèce) :
  -  Médaille d'argent du 200 m nage libre ;
  -  Médaille d'argent du relais 4 × 200 m nage libre ;
  -  Médaille de bronze du 100 m nage libre ;
  -  Médaille de bronze du 400 m nage libre.